# Dincolo de aparențe
What Lies Beneath (în română: Dincolo de aparențe) (2000) este un film de groază dramatic thriller supernatural american regizat de Robert Zemeckis. În rolurile principale interpretează actorii Harrison Ford și Michelle Pfeiffer.

## Distribuție
- Harrison Ford - Dr. Norman Spencer, un profesor de colegiu de succes și om de știință. Este principalul antagonist al filmului.
- Michelle Pfeiffer - Claire Spencer, soția lui Norman. Ea este principalul protagonist al filmului.
- Diana Scarwid - Jody, cel mai bun prieten al lui Claire.
- Miranda Otto - Mary Feur, vecinul lui Norman și Claire.
- James Remar - Warren Feur, vecinul lui Norman și Claire și soțul Mariei Feur.
- Katharine Towne - Caitlin Spencer, fiica lui Claire și fiica vitregă a lui Norman.
- Ray Baker - Dr. Stan Powell
- Joe Morton - Dr. Drayton, un terapeut pe care Claire îl vizitează la îndemnul lui Norman.
- Amber Valletta - Madison Elizabeth Frank, o tânără ucisă cu care Norman a avut o aventură.
- Wendy Crewson - Elena